# Sergio Jair Hernández Honores
Sergio Hernández Honores (Lima, 28 de mayo de 1994) es un futbolista peruano que juega de delantero o volante y actualmente está en el equipo de Cruz del Rosario de la liga Chavín, chincha.. Tiene 31 años

## Trayectoria
Se comenzó en las divisiones menores del club Alianza Lima donde se desenvolvería en la posición de Volante. 

### Cultural Santa Rosa
Su debut profesional lo hizo en el club Cultural Santa Rosa en el año 2016 al mando del técnico Carlos Cortijo, este lograría volverse titular indiscutible en la temporada tras la buena temporada renovó su vínculo con el club por todo el 2017 que al igual que la anterior sería pieza clave del equipo, sin embargo no lograría ascender con el club.

### Sport Victoria
En el 2018 llega al Sport Victoria de Ica, donde cumpliría su mejor temporada individualmente, y fue parte del equipo que lucharía por salvar la categoría que finalmente lograrían en la última fecha.

### Vuelta a Santa Rosa
Para el año 2019 se confirma su vuelta al club donde debutó, el Cultural Santa Rosa.

## Clubes
| Dorsal | Club                | País | Año         | Partidos | Goles |
| ------ | ------------------- | ---- | ----------- | -------- | ----- |
| 13     | Cultural Santa Rosa | Perú | 2016-2017   | 34       | 6     |
| 31     | Sport Victoria      | Perú | 2018        | 26       | 6     |
| 10     | Cultural Santa Rosa | Perú | 2019 - 2020 |          |       |